# 北海道護國神社
北海道護國神社（ほっかいどうごこくじんじゃ）は、北海道旭川市に鎮座する護国神社。北海道・樺太関係の戦没者等の国事殉難者を祀る。北海道招魂社を経て昭和14年（1939年）4月から北海道護國神社となる。戊辰戦争から大東亜戦争（太平洋戦争）に至る国事殉難者が祀られ、祭神は63,141柱におよぶ。

## 沿革
第7師団長大迫尚敏陸軍中将（後、陸軍大将）を祭主として明治35年（1902年）5月5日・6日の両日第一回招魂祭を執り行ったのが始まりで、後に神社はこの年を神社創祀の年と定める。その後、明治43年（1910年）6月第7師団長上原勇作中将（後、元帥陸軍大将）と北海道庁長官河島醇の連名によって招魂社建設願を提出、提出先は北海道庁長官で直ちに建設と相成り、明治45年（1912年）5月建設工事が終る。同年6月4日落成式を挙行し、翌5日・6日の両日例大祭を執行する。
大正5年（1916年）9月16日、それまで第7師団管理招魂社であったものを北海道招魂場と改める。昭和9年（1934年）6月1日に杉原美代太郎中将と北海道庁長官佐上信一他68名の連名にで北海道招魂社創立を内務省に願い出る。昭和10年（1935年）4月26日内務大臣より許可が下り社号を変え、同年6月4日に北海道招魂社工事竣工奉告祭および鎮座祭を執り行う。同年9月5日に北海道招魂社創立届を北海道庁長官へ提出する。昭和14年（1939年）4月1日内務省令により指定護国神社とされ、北海道護國神社と改称する。昭和19年（1944年）5月5日に樺太護國神社が創建されるのに伴い、合祀者範囲変更となる（終戦後に合祀）。
この間創祀以来大正11年（1922年）7月15日に、昭和天皇が摂政宮として御使により代拝され、天皇の昭和11年（1936年）行幸にあたっては祭祀料の奉納があった。昭和13年（1938年）5月15日賀陽宮恒憲王妃が参拝され、昭和17年（1942年）10月18日には梨本宮守正王妃が、翌昭和18年（1943年）6月19日に李王垠妃・李鍝公妃が参拝される。
終戦を経て連合国軍最高司令官総司令部による「国家神道・神社神道ニ対スル政府ノ保証、支援、保全、監督並ニ弘布ノ廃止ニ関スル件」、いわゆる神道指令によって北海道護國神社はもとより全国の護国神社が存亡の危機にさらされる。連合国側が言うには、護国神社は国民を欺き、侵略戦争に誘導するために意図された軍国主義的並びに過激なる国家主義的宣伝に利用された疑いが濃厚とのことであった。GHQは護国神社を監視対象とし、昭和21年（1946年）2月2日勅令第71号および昭和21年内務省令第5号によって既存の神社は斉しく宗教法人へ移行することとなり、神社は政府・自治体からの援助を受けられなくなってしまった。神社はGHQの目を逸らすため昭和21年10月11日から社号を単に「北海道神社」と称する。講和条約締結の運びとなった昭和26年（1951年）に旧名に復し北海道護國神社と改める。
昭和29年（1954年）3月20日に高松宮宣仁親王が、同年8月22日に三笠宮崇仁親王が参拝される。昭和33年（1958年）3月29日に単立宗教法人となる。昭和38年（1963年）7月12日に義宮正仁親王（後の常陸宮）が参拝、翌昭和39年（1964年）6月28日に秩父宮妃が参拝する。
昭和43年（1968年）6月14日には昭和天皇・皇后が共に親拝・参拝された。同年12月29日には、それまで北鎮神社として別にあったものを北鎮安全神社として護国神社内に遷座することとなったため、同日遷座祭を執行する。昭和45年（1970年）8月4日靖國神社宮司筑波藤麿が参拝する。